# 吉尔·斯科特 (足球运动员)
吉尔·斯科特（英語：Jill Scott，1987年2月2日—），英国女子足球运动员。她曾代表英格兰参加2007年、2011年、2015年和2019年国际足联女子世界杯。她也曾参加2012年和2020年夏季奥林匹克运动会。